# Szydłowiec
Szydłowiec é um município da Polônia, na voivodia da Mazóvia e no condado de Szydłowiec. Estende-se por uma área de 21,09 km², com 11 907 habitantes, segundo os censos de 2016, com uma densidade de 543,9 hab/km².